# Challenges de la Marche verte
Les Challenges de la Marche verte sont une série de courses cyclistes sur route masculines marocaine. Créé en 2010, il est composé de trois courses : le Grand Prix Sakia El Hamra, le Grand Prix Oued Eddahab et le Grand Prix Al Massira. Ces trois courses font partie depuis leur création de l'UCI Africa Tour, en catégorie 1.2.
Les trois courses organisées lors de la première édition en novembre, ont désormais lieu en février. Il n'y a pas d'édition en 2011, ni en 2016.

## Palmarès

### Grand Prix Sakia El Hamra
| Année     | Vainqueur           | Deuxième          | Troisième          |
| --------- | ------------------- | ----------------- | ------------------ |
| 2010      | Mouhssine Lahsaini  | Adil Jelloul      | Tarik Chaoufi      |
| 2011      | Non disputé         | Non disputé       | Non disputé        |
| 2012      | Tarik Chaoufi       | Abdelati Saadoune | Mouhssine Lahsaini |
| 2013      | Essaïd Abelouache   | Reda Aadel        | Anass Aït El Abdia |
| 2014      | Essaïd Abelouache   | Ismaïl Ayoune     | Adnane Aarbia      |
| 2015      | Salaheddine Mraouni | Essaïd Abelouache | Abdelati Saadoune  |
| 2016      | Non disputé         | Non disputé       | Non disputé        |
| 2017      | Ahmed Galdoune      | Umberto Marengo   | Mattia De Mori     |
| 2018      | Non disputé         | Non disputé       | Non disputé        |
| 2019      | Hermann Keller      | Batuhan Özgür     | Muhammet Atalay    |
| 2020-2021 | Non disputé         | Non disputé       | Non disputé        |
| 2022      | Ahmed Al Mansoori   | Youssef Bdadou    | Mounir Makhchoun   |

### Grand Prix Oued Eddahab
| Année     | Vainqueur          | Deuxième            | Troisième                |
| --------- | ------------------ | ------------------- | ------------------------ |
| 2010      | Abdelati Saadoune  | Adil Jelloul        | Mohammaed Said El Amouri |
| 2011      | Non disputé        | Non disputé         | Non disputé              |
| 2012      | Andris Smirnovs    | Tarik Chaoufi       | Soufiane Haddi           |
| 2013      | Adil Jelloul       | Ismaïl Ayoune       | Essaïd Abelouache        |
| 2014      | Mouhssine Lahsaini | Abdelati Saadoune   | Ismaïl Ayoune            |
| 2015      | Essaïd Abelouache  | Salaheddine Mraouni | Anass Aït El Abdia       |
| 2016      | Non disputé        | Non disputé         | Non disputé              |
| 2017      | Ivan Balykin       | Jacob Tipper        | Ahmet Örken              |
| 2018      | Non disputé        | Non disputé         | Non disputé              |
| 2019      | Jason Oosthuizen   | Batuhan Özgür       | Hermann Keller           |
| 2020-2021 | Non disputé        | Non disputé         | Non disputé              |
| 2022      | Heiko Homrighausen | Ahmed Al Mansoori   | Youssef Bdadou           |

### Grand Prix Al Massira
| Année     | Vainqueur           | Deuxième                | Troisième            |
| --------- | ------------------- | ----------------------- | -------------------- |
| 2010      | Tarik Chaoufi       | Abdelati Saadoune       | Ismaïl Ayoune        |
| 2011      | Non disputé         | Non disputé             | Non disputé          |
| 2012      | Ismaïl Ayoune       | Essaïd Abelouache       | Adil Jelloul         |
| 2013      | Ismaïl Ayoune       | Anass Aït El Abdia      | Reda Aadel           |
| 2014      | Aleksandar Aleksiev | Diego Bevilacqua        | Andrea Trovato       |
| 2015      | Abdelati Saadoune   | Salaheddine Mraouni     | Anass Aït El Abdia   |
| 2016      | Non disputé         | Non disputé             | Non disputé          |
| 2017      | Ahmet Örken         | Mounir Makhchoun        | Salah Eddine Mraouni |
| 2018      | Non disputé         | Non disputé             | Non disputé          |
| 2019      | Gustav Basson       | Ahmet Örencik           | Adil El Arbaoui      |
| 2020-2021 | Non disputé         | Non disputé             | Non disputé          |
| 2022      | Jules de Cock       | Nasser Eddine Maatougui | Jarri Stravers       |